# Markhot Ferenc

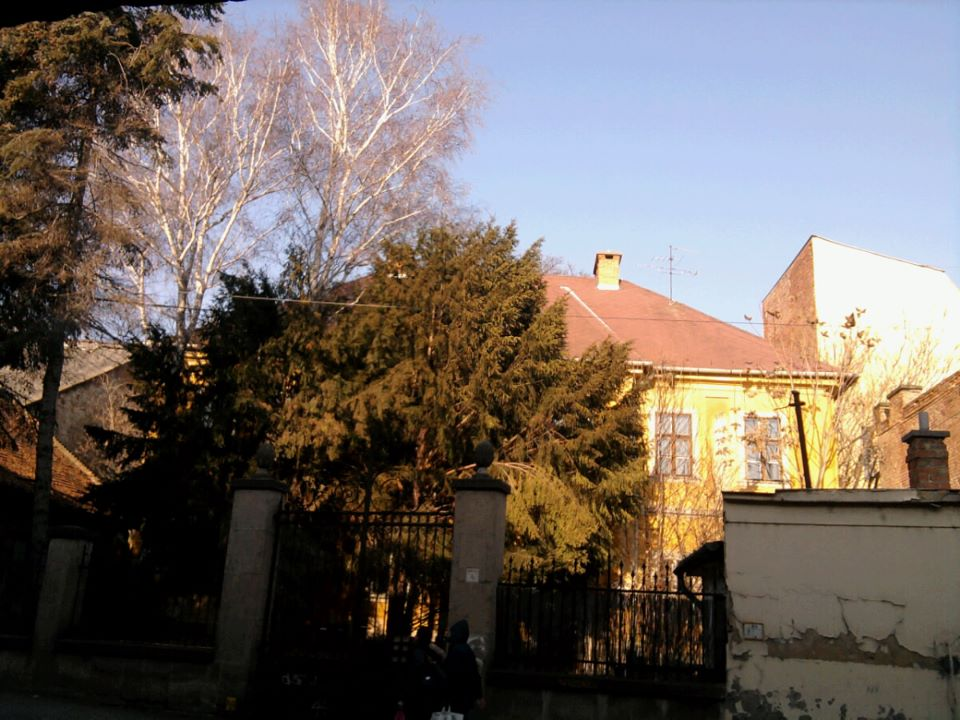
Markhot Ferenc egri háza

Markhot Ferenc (Vittenc, 1718 (?) – Eger, 1792. május 25.) a 18. századi magyar orvostörténet kimagasló személyisége, Heves és Külső-Szolnok vármegyék főorvosa.

## Élete, munkássága
A Nyitra vármegyei Vittenc nevű községben született valamikor 1718 táján. A Bolognai Egyetemen, a kor egyik legjelesebb felsőoktatási intézményében végzett mint fizikus-orvos. Ezután Nagyváradon állt munkába, mint Bihar vármegye tiszti főorvosa, és emellett elnyerte Forgách Pál váradi püspök udvari orvosának tisztét is.
Orvosi tudása messze földön híressé tette. Tevékenységére fölfigyelt Barkóczy Ferenc egri püspök is, aki 1758-ban Egerbe hívta. Markhot ott nem csupán Heves és Külső-Szolnok vármegyék tiszti főorvosa lett, de a püspök és a papnevelő intézet orvosa is.
Tudományos munkásságának középpontjában az egri termálvíz gyógyhatásának kimutatása állt. A helytartótanács 1762-ben elrendelte, hogy az ország valamennyi megyei főorvosa kutassa fel és írja le a megyéjében található ásvány- és gyógyvizeket. A jelentések közül magasan kiemelkedett Markhot doktor munkája, ami kor színvonalán élenjáró tudományos értekezés volt. Úgy vélte, a gyógyhatása annak köszönhető, hogy a vízben rejlő elátérek felfrissítik a testnedvek részecskéinek tétlenségét, lanyhaságát. Önmaga és kollégái praxisának tapasztalataira támaszkodva lelkiismeretes és rendszeres vizsgálatokkal tisztázta az egri hévíz gyógyászati alkalmazásának lehetőségét. Kimutatta a parádi timsós vizek gyógyhatását is.
1769. november 25-én nyitotta meg Egerben, az irgalmas barátok kórházában az első hazai orvosiskolát. A Scola Medicinalisnak a nyitó tanévben tíz hallgatója volt. Orvosképzési elvének a maga korában kimagasló voltáról tanúskodik, hogy a hallgatók nem csak elméleti képzést kaptak, de tudásukat kórházi gyakorlattal is fejlesztették; így vált iskolája a klinikai rendszer korai előfutárává. Mária Terézia 1772-ben megtiltotta, hogy az iskola doktori oklevelet adhasson ki. Ezért az intézményt 1775-ben be kellett zárni, de az itt végzett medikusok a Nagyszombati Egyetemen csak csekély utótanulmányok után megkapták az orvosi diplomát.
1775 után Markhot öt évig behatóan foglalkozott a kirurgusok, sebészek és bábák oktatásával. 1779-ben három tanulni vágyó fiatal jelöltet sebészmesterré nyilvánított, miután anatómiából, szülészetből és sebészetből levizsgáztatta őket.
Élete vége felé kötelességmulasztással vádolták, állásából elbocsátották. Megyei írnokként tengődött haláláig.

## Emlékezete
Róla nevezték el az egri kórházat. A kórház Markhot Ferenc-emlékérmével a kiváló orvosok munkáját jutalmazzák.
A városban ezen túl:
- utca,
- portrészobor,
- két emléktábla

emlékeztet rá.
A Hevesi Szemle 1977-es 4. számában Sugár István emlékezett meg tevékenységéről. További, emlékező írások:
- Ringelhann Béla: Az első magyar orvosi iskola (Orvosok Lapja, 1948. 15. sz.);
- Ringelhann Béla: Emlékezés az első magyar orvosi akadémia működésére: a Markhot-emlékérem alapítására (Orvosi Hetilap, 1960);
- Regöly-Mérei Gyula: Akik legyőzték a betegségeket.